# Мохой-Надь, Ласло
Ласло Мохой-Надь (венг. Moholy-Nagy László; имя при рождении — Ласло Вайс (венг. Weisz László); 20 июля 1895 года, Боршод, Австро-Венгрия — 24 ноября 1946 года, Чикаго, США) — венгерский художник, теоретик фото- и киноискусства, журналист, одна из крупнейших фигур мирового авангарда, один из важнейших представителей фотографии Нового ви́дения.

## Биография и творчество
После ухода отца из семьи воспитывался в семье дяди по материнской линии, юриста по профессии, Густава Надя. Двоюродным братом его матери был дирижер Георг Шолти. Получил юридическое образование. Ласло взял венгерскую фамилию своего дяди, а позже добавил к ней «Moholy» в память города Mohol (теперь часть Сербии ), где он провел часть своего детства. Первые стихи опубликовал в 1911 году. С 1915 года воевал в австро-венгерской армии как артиллерийский офицер, был ранен на Русском фронте в 1917-м, после выздоровления оставлен в резерве в Будапеште. Во время службы делал карандашные наброски, акварели и записи для документирования своего военного опыта. Начал посещать художественную школу, познакомился с представителями будапештского авангарда (кубизм, экспрессионизм), участвовал в нескольких групповых выставках.
Поддерживал Венгерскую советскую республику, хотя никаких постов при ней не занимал. В конце 1919 года, после поражения Венгерской республики, бежал в Сегед, откуда переехал в Вену, затем в Берлин. Вошел в круг дадаистов, испытал воздействие Курта Швиттерса, в архитектурных проектах развивал принципы конструктивизма. В 1923—1928 годах работал в Баухаузе. Среди его учеников был Йозеф Альберс. В 1924 году познакомился с Владимиром Маяковским, создал несколько его фотопортретов. Писал киносценарии, снимал короткометражные фильмы («Берлинский натюрморт», 1926). В 1925 году в серии Баухауз книги вышла его книга Живопись, Фотография, Кино, где для своих фотомонтажей он выбрал слово «фотоскульптура». В 1929 году Ласло был привлечен к организации в Штутгарте известной выставки «Кино и Фото».

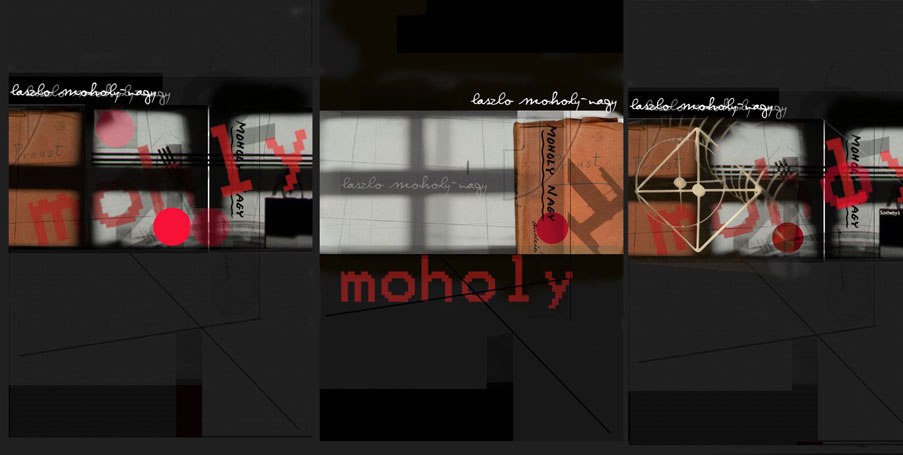
Ласло Мохой-Надь. Коллаж Иштвана Хоркаи.

Сотрудничал с берлинскими экспериментальными театрами (в частности, политическим театром Э. Пискатора). В 1934 году эмигрировал из нацистской Германии в Амстердам, в 1935-м — в Лондон. В гитлеровской Германии его произведения фигурировали на известной пропагандистской выставке «Дегенеративное искусство» (1937).
В 1937 году по рекомендации Вальтера Гропиуса и по приглашению Вальтера Пепке, председателя совета директоров Container Corporation of America Мохой-Надь переехал в Чикаго (США) и занял должность директора «Нового Баухауза» — Школы дизайна, которой и руководил с 1939 года до конца жизни. Умер от лейкемии. Похоронен на кладбище Грейсленд.
В 1944 году Школа дизайна стала Институтом дизайна, а в 1949-м объединилась с Иллинойсским технологическим институтом, ставшим первым учебным заведением в США, присваивающим степень Ph.D. по дизайну.

## Мохой-Надь и фотография
Мохой-Надь считается одним из тех мастеров, которые принципиально реформировали художественную фотографию и изменили представление о ней. "Мохой-Надь обозначил фотографию важным инструментом подготовки художников и дизайнеров. Он рассматривал фотографию как способ развития нового художественного мышления...". Работая с фотографией он стал одним из создателей концепции Нового ви́дения. Работая с фотографией он сформировал содержательную программу нового изображения. "Мохой-Надь сделал фотографию основой новой художественной программы, где не фотография подчинена живописи, а наоборот — живопись и архитектурная программа зависят от условий фотографического восприятия. Мохой-Надь создал современную визуальную систему, в которой определяющая роль принадлежит фотографии".

## Признание
Университет искусства и дизайна в Будапеште носит имя Ласло Мохой-Надя.
Осенью 2003 года Фонд Мохой-Надя был основан как источник информации о жизни и творчестве художника.
В 2004 году его работы были представлены в Москве на выставке «100 лучших фотографий Венгрии».
В 2016 году в Музее Соломона Гуггенхайма в Нью-Йорке была представлена ретроспектива работ Мохой-Надя, в которую вошли живопись, кино, фотография и скульптура.

## Тексты художника
- Painting, photography, film. — Cambridge: M.I.T. Press, 1969. англ.
- Живопись или фотография. — М., 1929.

## Каталоги выставок
- Montagen ins Blaue: Laszlo Moholy-Nagy, Fotomantagen und -collagen, 1922—1943. Giessen: Anabas, 1980.
- László Moholy-Nagy: compositions lumineuses, 1922—1943. Paris: Editions du Centre Pompidou, 1995.
- László Moholy-Nagy: a life in motion : paintings, sculpture, drawings and photography. London: Annely Juda Fine Art, 2004.
- Laszlo Moholy-Nagy: color in transparency: photographic experiments in color 1934—1946 = Fotografische Experimente in Farbe 1934—1946. Göttingen: Steidl; Berlin: Bauhaus-Archiv, 2006.